# Sigirija
Sigirija (singalski: සීගිරිය, što znači "lavlja stijena"; tamilski: சிகிரியா) je monolitna stijena u središtu distrikta Matale, na Šri Lanki na kojoj se nalaze ruševine nekadašnje utvrđene palače kralja Kashyapa (v. 473. – 495.). Okružena je ostacima raskošne mreže vrtova, rezervoara i drugih građevina, zbog čega je 1982. godine upisana na UNESCO-ov popis mjesta svjetske baštine u Aziji i Oceaniji.

## Povijest
Sigirija je bila naseljena od prapovijesti, a već od 5. stoljeća pr. Kr. njene špilje su koristili budistički monasi kao skloništa-samostane (vihara), a uredili su ih vjernici-donatori, pripadnici njihove Sanghe (budističkog udruženja). 
473. godine je Kassapa (Kashyapa), sin jedne od sporednih žena kralja Anuradhapure Dhatusena, ubio oca, i tako preoteo prijestolje zakonitom nasljedniku. Kao kralj Kassapa I. vladao je od 473. do 491. a u strahu od polubrata Moggallana, pravog nasljednika, sagradio je utvrdu na Sigiriji. 491. Moggallana se vratio iz izbjeglištva u južnoj Indiji, pobijedio Kassapa i bio zatim kralj od 491. do 508. godine. Nakon smrti kralja Kashyapa, koji je od nje napravio raskošnu, ali nedovršenu utvrđenu palaču, Sigirija se opet koristila kao budistički samostan, sve do 14. stoljeća.

## Odlike
Utvrda je bila sagrađena na bloku magme jednog erodiranog vulkana koji strši oko 200 metara usred ravnice, i pruža izvanredan pogled na okolinu. Na stijeni su bile sagrađene palače od kojih danas postoje još samo temelji, jer su bile građene od drveta. Izgrađeno je više cisterni u kojima se skupljala kišnica. Cisterne su osiguravale dovoljno pitke vode za slučaj duže opsade.
Na zaravni sjeverne uže strane stijene nalaze se ostaci lavljih vrata, prema čemu je stijena vjerojatno dobila ime. Od divovske lavlje glave kroz čija usta se prolazilo prije zadnjeg, najstrmijeg dijela uspona na stijenu, danas su ostale sačuvane još dvije velike lavlje šape. 
Oko stijene se nalazio grad, okružen opkopom s vodom. Restaurirani su vrtovi za zabavu i odmor. U njima se nalaze ostaci vodoskoka, paviljona i hramskih kompleksa.

### Freske
Od prilike na sredini uspona prema vrhu, pod jednim ispustom u stijeni, nalaze se freske djevojaka (Djevojke u oblacima) s najčešće golim grudima. Danas ih se može vidjeti sa željeznih spiralnih stepenica. Prema jednom zapisu, tu je prvobitno bilo 500 takvih crteža, koje upadljivo liče na freske u Ajanti (Indija). Danas ih se može vidjeti još 22. One su 1970ih dijelom restaurirane. Pri tome su nekima od njih grudi "popravljene". Bradavice su postavljene više nego što su bile naslikane u originalu, što se može dobro vidjeti.

### Zid - ogledalo
Uz put prema vrhu, kratko prije sjeverne ravnine, nalazi se zid - ogledalo. Za kraljevog života je žbuka na tom zidu bila polirana do visokog sjaja. Tu su u vremenu između sedmog i jedanaestog stoljeća nastali zapisi, koji su najstariji svjedoci singaleškog pjesništva.
Ovi zapisi imaju veliki značaj za izučavanje singalskog jezika.
- Vrtovi viđeni sa Sigirije
- Jedna od etaža Sigirije s kamenim stubama
- Jedna od budističkih špilja
- Ostaci palače na vrhu
- Vrt za odmor

## Vanjske poveznice
- Sigiriya - Lavlja planina  Arhivirana inačica izvorne stranice od 11. lipnja 2007. (Wayback Machine) (engl.)